# Václav Koranda mladší
Václav Koranda mladší (* 1425? – 1. února 1519, Praha) byl pražský univerzitní mistr, děkan artistické fakulty a trojnásobný rektor Karlovy univerzity v Praze, který působil také jako laický správce utrakvistického duchovenstva.

## Život a působení
Narodil se zřejmě roku 1425. Pocházel z rodiny původně zřejmě plzeňské, avšak není zcela jisté, byla-li Nová Plzeň jeho rodištěm. Jako „mladší" byl označován pro rozlišení od staršího jmenovce, Václava Korandy staršího, patrně svého příbuzného.
Roku 1454 stal se v Praze bakalářem, čtyři roky poté mistrem svobodných umění. Roku 1460 byl zvolen děkanem artistické fakulty Karlovy univerzity. Ve funkci byl potvrzen i přes odpor katolických univerzitních mistrů. Roku 1462 byl zvolen rektorem a stal se členem českého poselstva krále Jiřího z Poděbrad k papeži do Říma. Jeho úkolem bylo získat od papeže Pia II. souhlas s basilejskými kompaktáty. Toho Koranda ovšem nedosáhl. Po návratu celé jednání v Římě popsal ve spise. Na univerzitě poté získal hodnost rektora. Své náboženské, utrakvistické stanovisko hájil v četných polemikách, mj. s Hilariem Litoměřickým a Joštem z Rožmberka. Roku 1470 byl podruhé zvolen rektorem a roku 1471 administrátorem utrakvistické církve, když nahradil Jana Rokycanu. Roku 1478 Koranda do Prahy svolal sněm utrakvistických šlechticů, který zřídil konzistoř s Korandou v čele, která zahájila tažení zejména proti Jednotě bratrské. Roku 1489 ve vedení konzistoře skončil a českou utrakvistickou církev spravoval biskup Augustin Luciani spolu s konzistoří. Roku 1513 byl opět zvolen rektorem. Náboženské polemiky a traktáty své doby uspořádal do sborníku Korandův manuálník.
Ottův slovník naučný ho hodnotil takto: "Koranda byl muž poctivý a neohrožený, polemisoval až do únavy. Znal se v theologii, nebyl však původní a hluboký."